# Rivière du Barrage
Rivière du Barrage är ett vattendrag i Kanada.   Det ligger i provinsen Québec, i den sydöstra delen av landet, 400 km öster om huvudstaden Ottawa.
I omgivningarna runt Rivière du Barrage växer i huvudsak blandskog. Runt Rivière du Barrage är det mycket glesbefolkat, med 7 invånare per kvadratkilometer.